# Chris Butler (cyclisme)
Pour les articles homonymes, voir Chris Butler et Butler.
Chris Butler, né le 16 février 1988 à Hilton Head (Caroline du Sud), est un coureur cycliste américain.

## Biographie
Chris Butler intègre l'équipe BMC Racing en avril 2010. Aux championnats du monde sur route de 2010, il se classe 58e de la course en ligne des moins de 23 ans.
En 2015, il court au sein de l'équipe SmartStop. Il termine cette année-là troisième de la Vuelta a la Independencia Nacional. À l'issue de cette saison, il signe un contrat en faveur de la formation israélienne Cycling Academy.

## Palmarès
- 2014
  - 1re étape du Johnson City Omnium (contre-la-montre)
- 2015
  - 3e de la Vuelta a la Independencia Nacional
- 2016
  - Tour d'Arad :
    - Classement général
    - 3e étape

  - Mount Evans Hill Climb
  - 4e étape du Tour de Hongrie
  - 3e étape de la Green Mountain Stage Race
  - 3e de la Green Mountain Stage Race
- 2017
  - 3e du Mount Evans Hill Climb

## Résultats sur les grands tours

### Tour d'Italie
- 2011 : non-partant (9e étape)

## Classements mondiaux
| Année            | 2012 | 2013 | 2014 | 2015 | 2016   | 2017 |
| ---------------- | ---- | ---- | ---- | ---- | ------ | ---- |
| UCI America Tour |      |      | 401e | 160e | 492e   | 67e  |
| UCI Asia Tour    | 132e | 145e |      |      |        |      |
| UCI Europe Tour  |      |      |      |      | 1 105e |      |